# Hämeler Wald

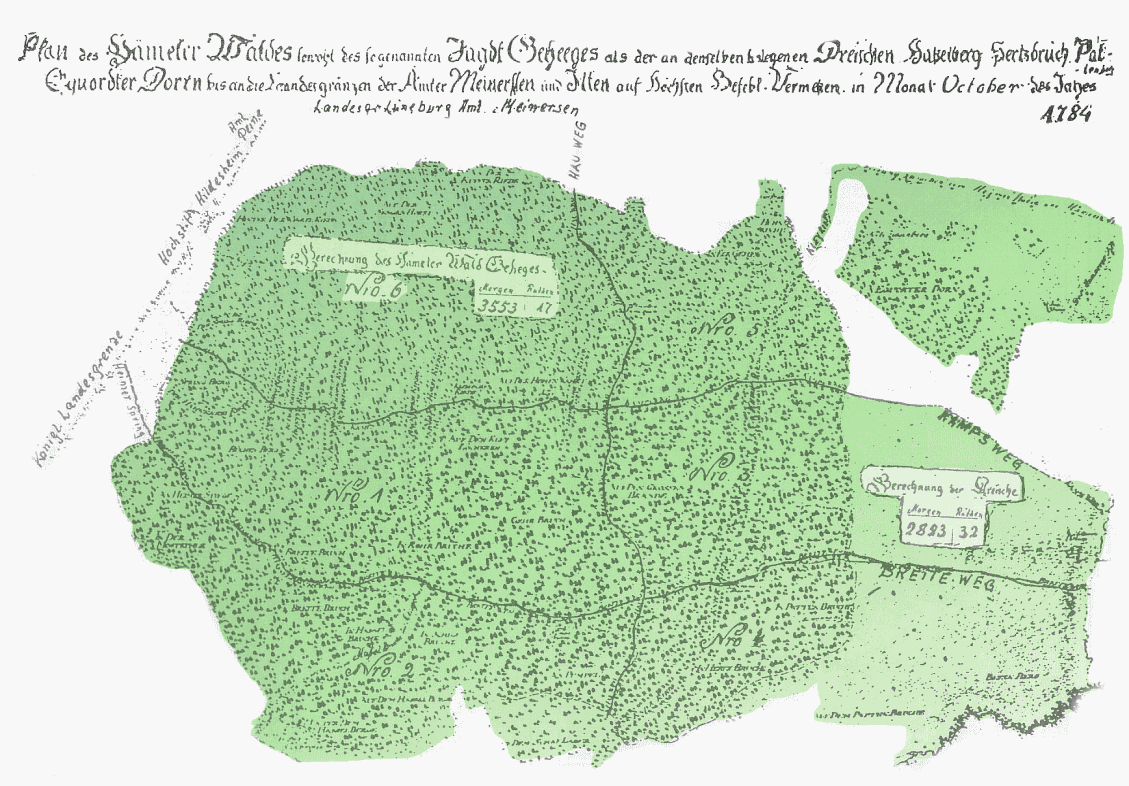
Vermessungskarte 1784, der heutige Ort Hämelerwald an der Ostseite existierte noch nicht

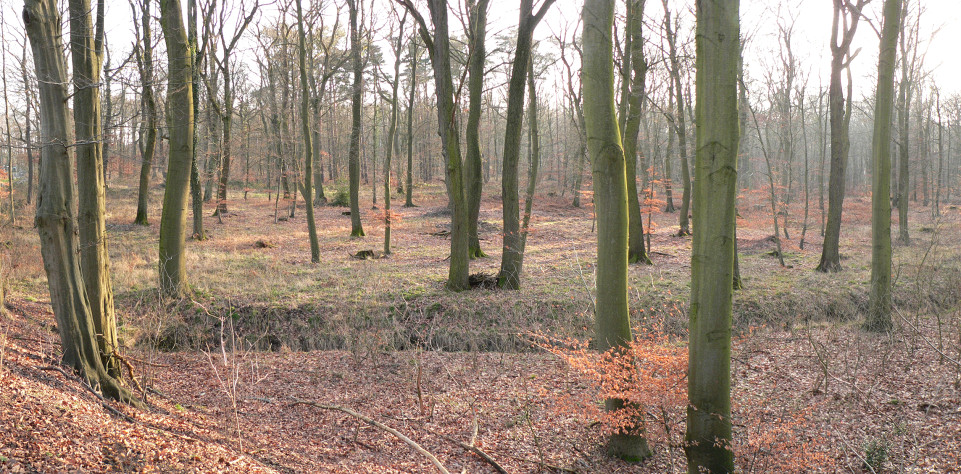
Buchen-Hochwald im Hämeler Wald

Der Hämeler Wald ist ein etwa 8,5 km² (850 ha) großes zusammenhängendes, fast quadratisches Laubwaldgebiet. Es liegt westlich des Ortsteils Hämelerwald der Stadt Lehrte in der Region Hannover in Niedersachsen. Das Waldgebiet ist einer der wenigen Reste des uralten Nordwaldes zwischen Hannover und Braunschweig, der von einer Umwandlung in Ackerland in der frühmittelalterlichen Rodungsperiode verschont blieb. Der Hämeler Wald liegt in der Großlandschaft der Burgdorf-Peiner Geest. Heute wird das geschlossene Waldgebiet von Waldwegen, der BAB 2 sowie der Eisenbahnstrecke Hannover–Braunschweig durchquert.

## Name
Früher hieß der Hämeler Wald Hameler Wald, was eine Namensabwandlung des 8 km südlich gelegenen Hohenhameln darstellt. Bis zu diesem Ort reichte der Wald im Mittelalter. Nach dem Wald wurde die 1864 gegründete und unmittelbar östlich angrenzende Gemeinde Hämelerwald benannt. Sie entstand erst als Bahnstation an der 1843 durch den Wald geschlagenen Eisenbahntrasse.

## Bodenbeschaffenheit

Entwässerungsgraben im Wald

Das Waldgebiet steht auf einer wasserundurchlässigen Tonschicht. Sie wird von einer Mergelschicht überdeckt, die wegen ihres Kalkgehaltes für den guten Wuchs von Buchen sorgt. Da das Niederschlagswasser wegen des Tonuntergrunds nicht versickern kann, staut es sich und das Gelände ist dauerhaft feucht. Dieser zur Staunässe neigende Untergrund bewahrte über Jahrhunderte den Baumbestand, da ein Abholzen für Ackerland uninteressant war. Ende des 19. Jahrhunderts sorgte der königliche Förster (1871–1886) und Landmesser Edmund Laske für eine Vermessung mit anschließender Generalteilung des Waldes. Dadurch endete die mittelalterliche Waldnutzung. Im gleichen Zug ließ der Förster die Entwässerung des bis dahin sumpfigen Hämeler Waldes vornehmen. Dazu wurde das Waldgebiet mit einem Grabensystem durchzogen, welches das Wasser zum Flüsschen Burgdorfer Aue leitet. Die durch diese Maßnahmen erreichte Vorflut hatte einen Höhenunterschied von 3 m. Das sorgte für die weitgehende Trockenlegung der nassen Brüche im Wald.

## Tierwelt und Jagd

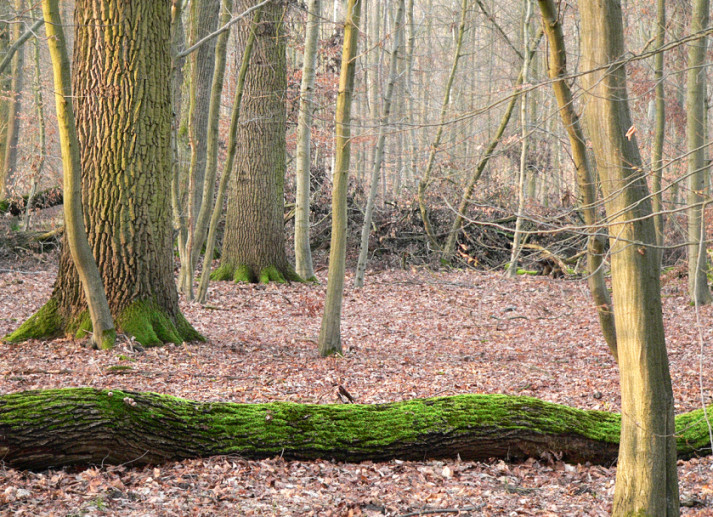
Eichen-Buchenwald

Das großräumige Waldgebiet bietet vielen Tierarten Unterschlupf, darunter eine vielfältige Vogelwelt mit zahlreichen Spechtarten, Käuzen und Kleibern. An Wild sind Rehe, Wildschweine, Füchse, Dachse, Marder und Waschbären vertreten.
Alten Gerichtsakten zufolge kam es im Hämeler Wald in früheren Jahrhunderten oft zu Wilderei. Die Jagd wurde zu Beginn des 19. Jahrhunderts durch das Königreich Hannover geregelt. Wegen der kriegsbedingten Hungersnot während und nach dem Zweiten Weltkrieg ging der Wildbestand durch Wilderei stark zurück. Bis 1952 bejagte auch die britische Besatzungsmacht den Wald, die nach 1945 überall die Jagd in den Staatsforsten beschlagnahmt hatte.

## Pflanzenwelt und Holzgewinnung
Der gesamte Wald ist ein Hochwald, dichtes Unterholz kommt kaum vor. Vorherrschende Baumart ist die Roteiche; häufig sind aber auch die kalkliebenden Buchen, die auf dem Mergelboden gut gedeihen. Weitere Baumarten sind Linde und Ahorn. Nadelgehölze kommen wegen des feuchten Bodens eher selten vor. Im Wald sind auch viele Farne anzutreffen. Seit 1970 war der rund 860 ha große Hämeler Wald und Teile seines Umlandes auf insgesamt 1266 ha zum Landschaftsschutzgebiet erklärt worden. Zusammen mit den angrenzenden Sohrwiesen wurde er 2004 zum FFH-Gebiet und 2019 zum Naturschutzgebiet erklärt.

### FFH-Gebiet Sohrwiesen

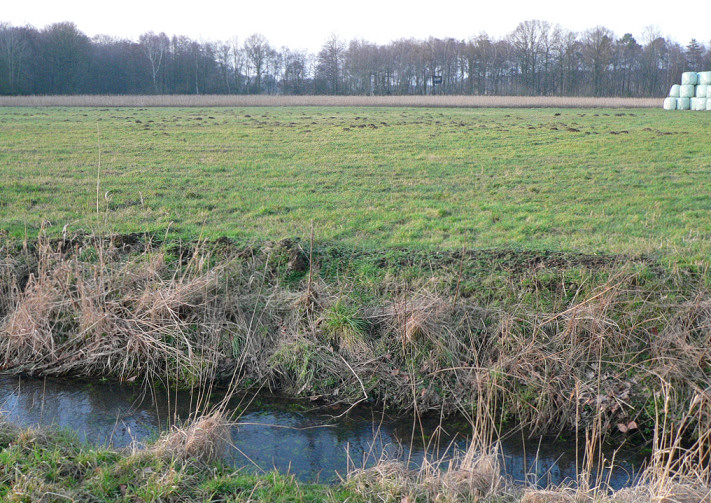
Feuchtgebiet Sohrwiesen

Unmittelbar südwestlich an den Hämeler Wald angrenzend befindet sich in abgeschiedener Lage der rund 100 ha große Feuchtwiesenkomplex „Sohrwiesen“. Es handelt sich um eine grundwasser- und naturnahe Kulturlandschaft. Sie besteht aus extensiv genutzten Weiden mit Schilfbereichen. Der Hannoversche Vogelverein (HVV) kaufte in den 1980er Jahren größere Flächen zum Schutz vor landwirtschaftlicher Nutzung auf. Das Feuchtgebiet wurde 1992 als Landschaftsschutzgebiet ausgewiesen.

### Forstwirtschaft
Die Forstwirtschaft im Hämeler Wald wird nachhaltig betrieben. Der jährliche Einschlag liegt nicht über dem Holzzuwachs. Im Jahr werden etwa 4000 Festmeter Holz geschlagen. Das Holz wird teilweise nach Frankreich, Tschechien und Schweden exportiert, wo es zu Parkett, Möbeln oder Cognac- und Weinfässern in der Region Cognac verarbeitet wird.
Die nördliche Hälfte des Waldgebietes ist niedersächsischer Landesforst und wird vom Forstamt Wolfenbüttel verwaltet. In diesem Bereich nördlich der BAB 2 sind noch Waldstücke mit bis zu 250 Jahre alten Eichen vorhanden. An einzelnen Stellen ist noch eine urwaldartige Struktur vorhanden. Der größere, südliche Waldteil gehört (historisch bedingt) sieben Bauerngenossenschaften in den naheliegenden Orten Hohenhameln, Equord, Mehrum, Rötzum, Stedum/Bekum, Ohlum und Soßmar.

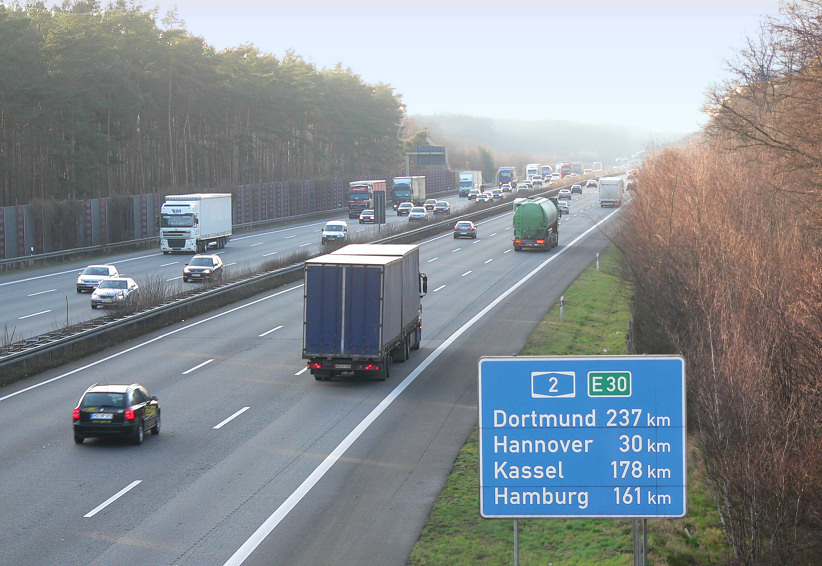
Die BAB 2 durchquert den Wald.

Der Wald bot früher Arbeitsgelegenheiten für Holzfäller, die anfänglich aus Sievershausen und später aus dem erst 1843 entstandenen Ort Hämelerwald kamen. Für einen 1895 beim Baumfällen erschlagenen Waldarbeiter wurde 1904 ein 2,50 m hohes Steinkreuz aufgestellt. Große Bestandsverluste erlitt der Wald beim Bau der Eisenbahnstrecke Minden–Magdeburg 1842, die ihn in West-Ost-Richtung durchquert. Der Baumbestand wurde durch die Bahntrasse dezimiert und in Form von Eisenbahnschwellen verbaut. Knapp ein Jahrhundert später gab es nochmals massiven Waldschwund durch den Bau der BAB 2 in den 1930er Jahren, die den Wald in Ost-West-Richtung auf einer eigenen Trasse durchschneidet. Nach dem Zweiten Weltkrieg nahm die britische Besatzungsmacht für ihre Zwecke einen größeren Holzeinschlag vor.

## Geschichte
Ursprünglich war der heutige Hämeler Wald Teil des uralten Nordwaldes zwischen Braunschweig und Hannover, von dem sich vermutlich auch die Eilenriede erhalten hat. In früheren Jahrhunderten unterlag der Wald der mittelalterlichen Waldnutzung
durch die Bevölkerung der umliegenden Dörfer. Das war vor allem das Sammeln von Brennholz, Pilzen und Waldbeeren. Diese Rechte hatten mindestens seit dem 16. Jahrhundert einige umgebende Dörfer.
In Kriegszeiten diente der dichte Wald den Bewohnern umliegender Siedlungen als Versteck. Dies war 1700 der Fall, als August der Starke mit 7000 Mann der sächsischen Truppen durch das Land zog und 14 Dörfer der Peiner Umgebung zerstörte.
1784 wurde der Wald von einem Landmesser auf hochherrschaftlichen Befehl erstmals vermessen (siehe Karte oben). Dabei entsprach die Waldfläche mit 888 ha etwa der heutigen Größe. Damals durchquerten den Wald drei Holzabfuhrwege: der Breite Weg, der Hau-Weg und der Kampsweg. Etwa zehn Wasserläufe durchflossen den Wald, die im Namen jeweils die Endung -riede trugen. Außerdem gab es eine Reihe von Bruchwaldflächen.

### Besitzverhältnisse

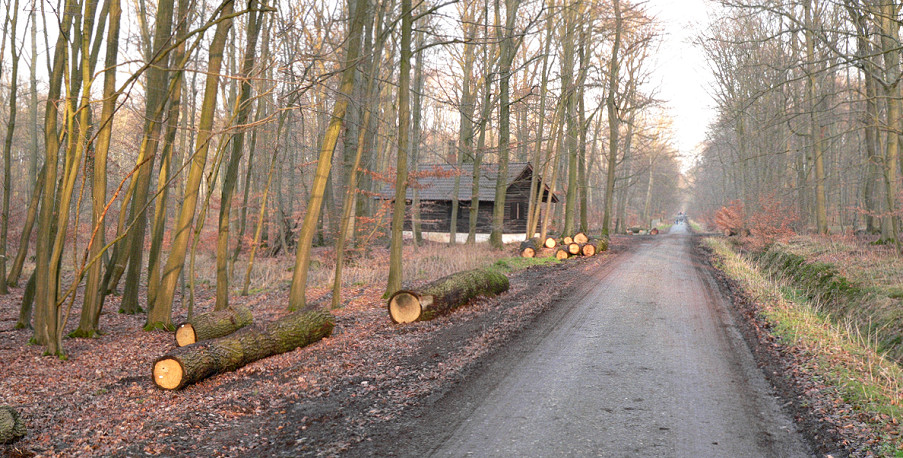
Waldweg im Hämeler Wald

Während der Hildesheimer Stiftsfehde im 16. Jahrhundert gelangte das Hochstift Hildesheim in den Besitz des Waldes; danach war er in welfischem Besitz. Weitere Besitzer waren zeitweise Preußen (ab 1802) und das Königreich Hannover (1815 bis 1866). Mitte des 19. Jahrhunderts gab der hannoversche König Georg V. 80 % des Waldes an die sieben umliegenden Dörfer ab und nur 20 % blieben in königlichem Besitz. Um einer Ausbeutung durch die Bauern vorzubeugen, verwaltete ein königlicher Forstbeamter den gesamten Wald nach einem Forstgesetz.